# 支尔格大会

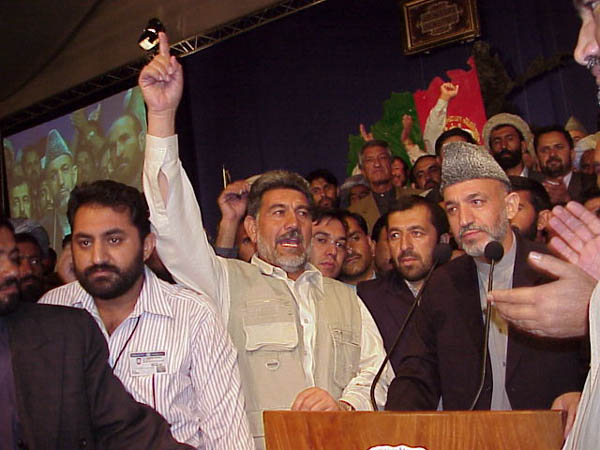
在2002年7月13日喀布爾舉行的2002年支尔格大会上，哈米德·卡爾扎伊当选阿富汗伊斯兰国过渡政府總統。

支尔格大会、支爾格集會、支爾格（jərga）、大理事會是阿富汗传统部族首领大会。根據普什圖社會法典普赫圖瓦利達成共識，解決普什圖人之間的爭端；但今天阿富汗和巴基斯坦其他民族也會進行支爾格會。据考证已有1000多年历史。
歷史上，支爾格大會是為了選舉新的國家元首、批准新憲法或解決關鍵問題而召開的。
早期的支尔格大会是普什图族的内部会议，但其后逐渐演变为阿富汗各部族均可参加的大会。支尔格大会没有规定的期限，一般直到各方达成共识后方得以散会。最近的一次支尔格大会召开于2020年8月7日，超过3200名代表在喀布尔就释放400名被控犯有重大罪行的塔利班在押人员进行了3天的商议，最终于2020年8月9日散会。

## 詞源
可能與蒙古語цирк（tsərk）同源， 指一大群人組成一個非常寬的圈子，最初是為了圍攻獵物或動物。普什圖族長老在部落支爾格大會期間辯論和聽取特定爭端時通常也圍成一圈。

## 運作
調解員聽取雙方的意見，然後組成一個由社區長老組成的支爾格大會。審議案件，討論後，就如何處理案件作出決定，然後由調解員宣佈。支爾格大會沒有時間限制，會議往往需要時間，因為只能作為一個小組做出決定，爭論可能會拖延數天。可以解決各種問題，例如重大災難、外交政策、宣戰、領導人的合法性以及新思想和法律的引入。
支爾格大會的結論具有約束力。

## 歷史
與伊斯蘭舒拉（協商會議）相似。

## 阿富汗

### 1709年支爾格大會
坎大哈附近的沙里薩法召集。

### 1747年支爾格大會
任命愛哈默特沙為他們的新領導人。

### 1928年支爾格大會
對阿馬努拉改革的抵制最終導致了阿富汗内战 (1928年–1929年)。

### 2002年支爾格大會
每個選區選出20名成員，然後由他們選出一名代表整個選區進行無記名投票的人。在全國362個區中，每個區至少分配了一名成員，每22000人分配一個額外席位。
除了被指控從事恐怖主義的人、涉嫌參與非法毒品交易的人、侵犯人權的人、犯有戰爭罪的人、搶劫的人和盜竊公共財產的人外，沒有人被禁止參加會議。此外，遊牧民族、難民、知識份子、文化機構代表、社會組織代表和宗教學者都出席了會議。在剩餘的席位中，共有160個席位分配給婦女。

### 2003年支爾格大會
502名代表參加的支爾格大會，審議擬議阿富汗憲法，

## 巴基斯坦

### 1947年班努支爾格大會
要求獨立。不加入印度或巴基斯坦。

### 2006年俾路支省支爾格大會
宣佈將向國際法院提起訴訟，涉及俾路支人民的主權和權利。

## 外部連結
- Pakistan court bans all trials under Jirga system （页面存档备份，存于）
- Afghan women push for inclusion in Peace Jirga[]
- Jirga system in tribal life （页面存档备份，存于）